# MÁV 394 sorozat
A MÁV 394 sorozat egy keskeny nyomközű szertartályos gőzmozdony sorozat.

## Története
A MÁVAG gyár által nagyszámban épített 106. és 107. gyári szerkezetszámú, keskeny, 760 mm nyomközű mozdonyok úgy a MÁV, mint a Gazdasági Vasutak Igazgatósága és egyes ipari, mezőgazdasági, erdészeti vasutakon igen elterjedtek voltak. A sorozat két működőképes darabja, a 394,023 és 394,057 a Nagycenki Széchenyi Múzeumvasúton szolgált. A 394,057 pályaszámú mozdony a Szilvásváradi Erdei Vasútra került 1998-ban, a 394,023 2005-ben előbb a Nyírvidéki Kisvasút-ra került, majd 2006-ban a Zsuzsi Erdei Vasútra.
Tengelynyomása: 3,4 t

Engedélyezett legnagyobb sebessége: 25 km/h

### A 394,057-es számú mozdony
A 394-es sorozat egyik működő tagja, a 394,057 pályaszámú gőzmozdony a Szilvásváradi Erdei Vasúton teljesít nosztalgia szolgálatot "Szilvi" néven.
1949-ben gyártották 5786-os gyári számmal az akkori Magyar Állami Vas, Acél és Gépgyárak üzemében, Budapesten. A gép 1949-ben állt forgalomba Taktaharkányban, majd kalandos életpályája után 1970-ben állapodott meg a Nagycenki Széchenyi Múzeumvasúton. 1998-ban a szlovákiai Feketebalogon felújításra került a Közlekedési Múzeum tulajdonában álló mozdony, amely még ebben az évben megérkezett Szilvásváradra. A 394,057 azóta a Szalajka-völgyben rója a kilométereket. Kezdetben kényelmes és igényes belső kialakítású nosztalgia vagon is tartozott hozzá, amelyet 2005-ben átszállítottak a Mátravasútra. Azóta a Szilvásváradi Erdei Vasút egy fedett személykocsiját húzza. A Szilvi engedélyezett maximális sebessége 20 kilométer/óra. Utoljára 2006-ban közlekedett menetrend szerint. Azóta csak nagyobb események, kisvasúti napok, különvonatozások alkalmával szólal meg jellegzetes sípja. A fatüzelésű mozdony 0,84 köbméteres, kicsiny víztartálya miatt igen rövid fordulóidővel tud közlekedni, és nem ritkán a Szalajka-Fatelep állomás helyett a Fűtőházba érkezik meg személyvonatával.

## Képgaléria

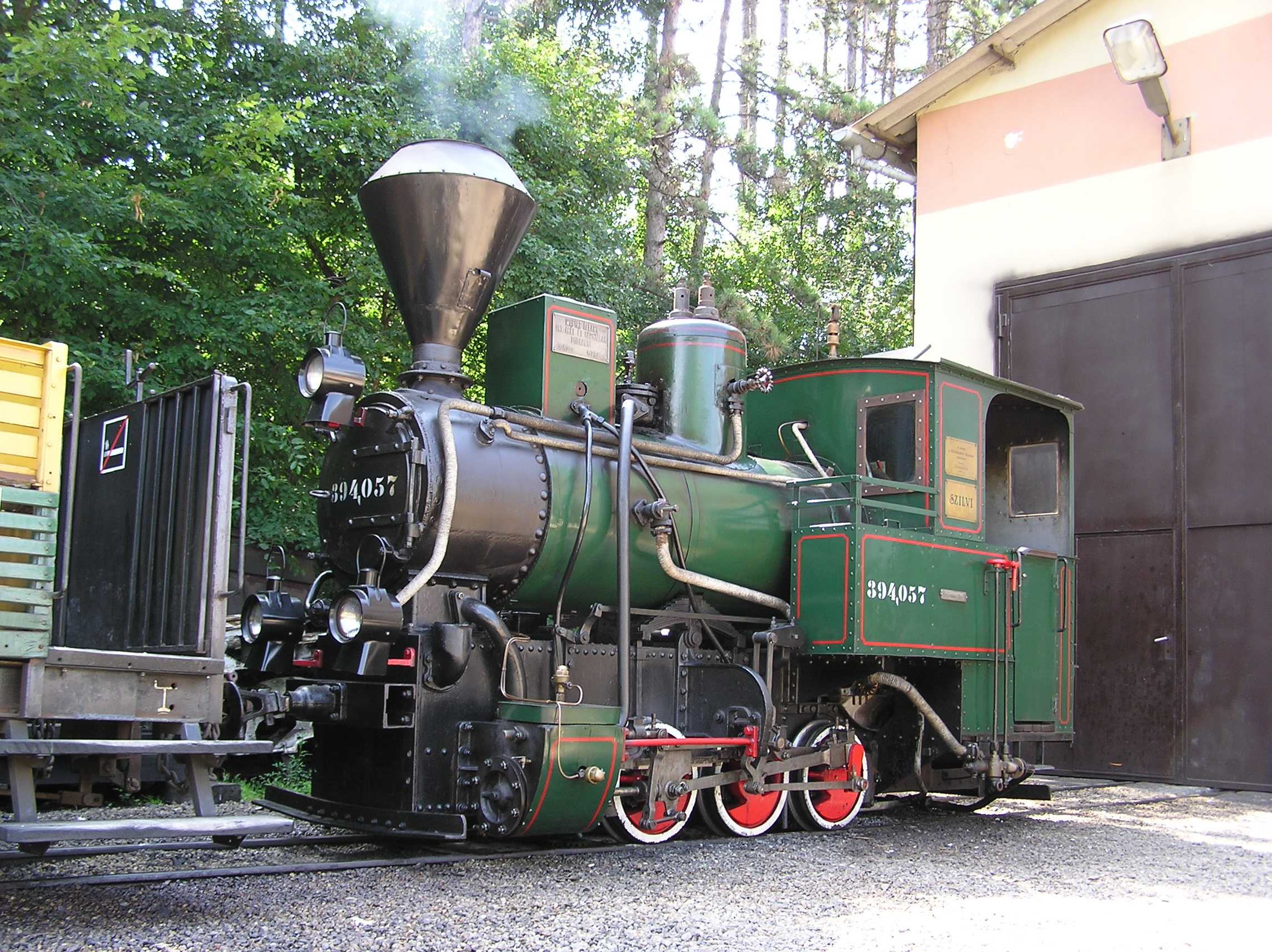
Szilvi, a 394,057 pályaszámú gőzös vízvételezés után a Fűtőház udvarán
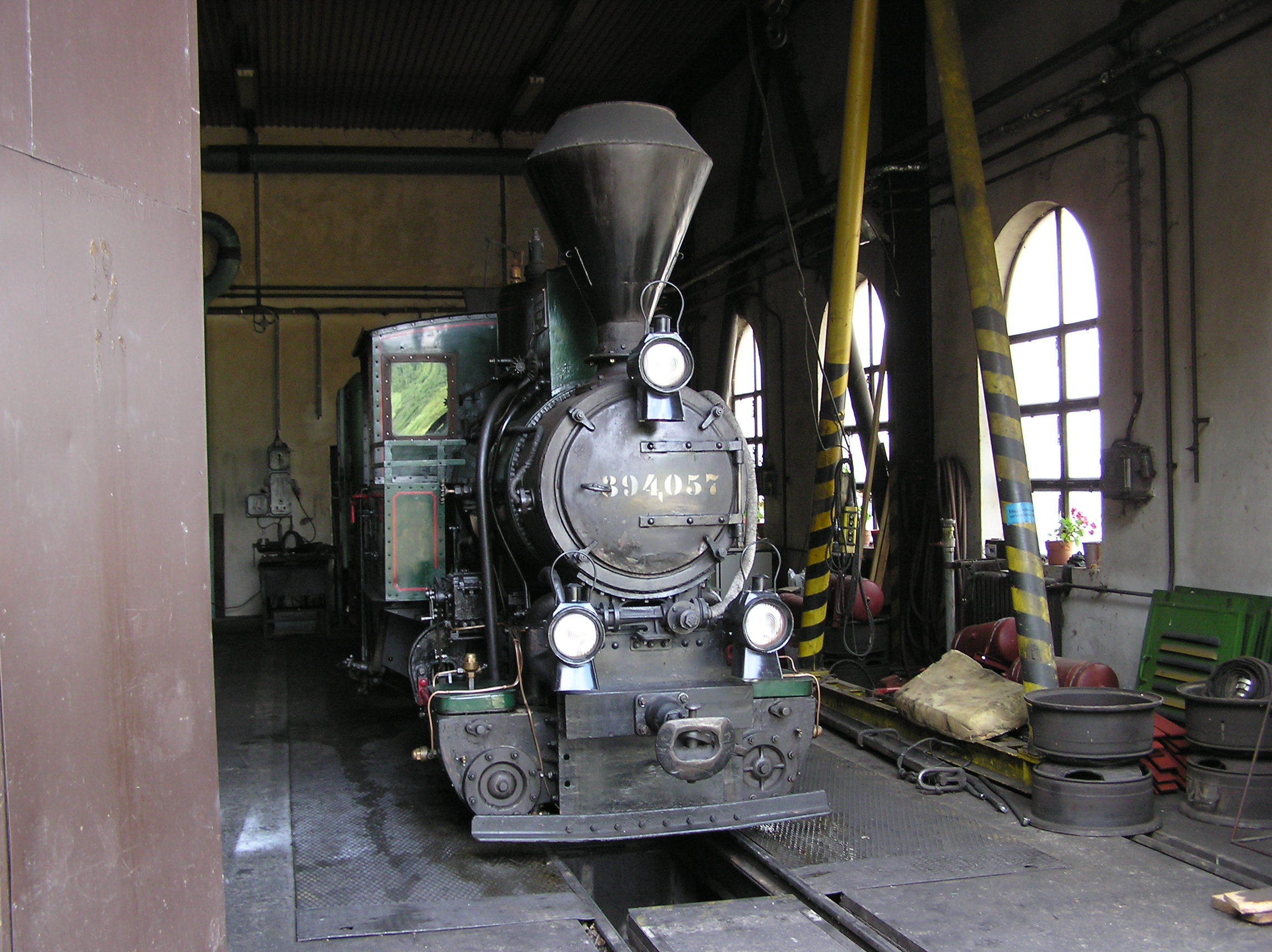
A 394,057 "Szilvi" nevű gőzmozdony a Fűtőházban
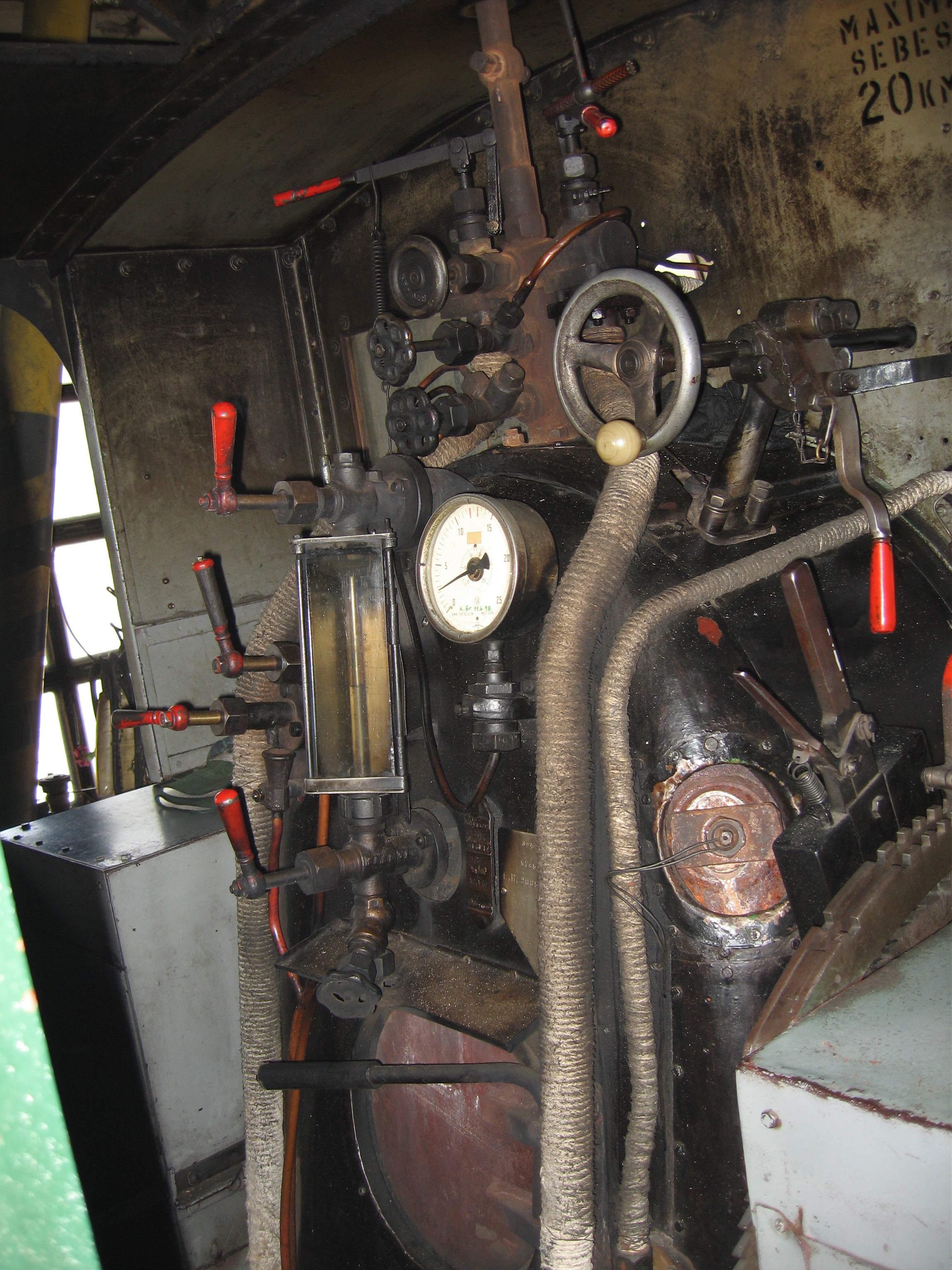
A Szilvásváradi Erdei Vasút 394,057-es pályaszámú gőzmozdonyának (Szilvi) belső műszerei
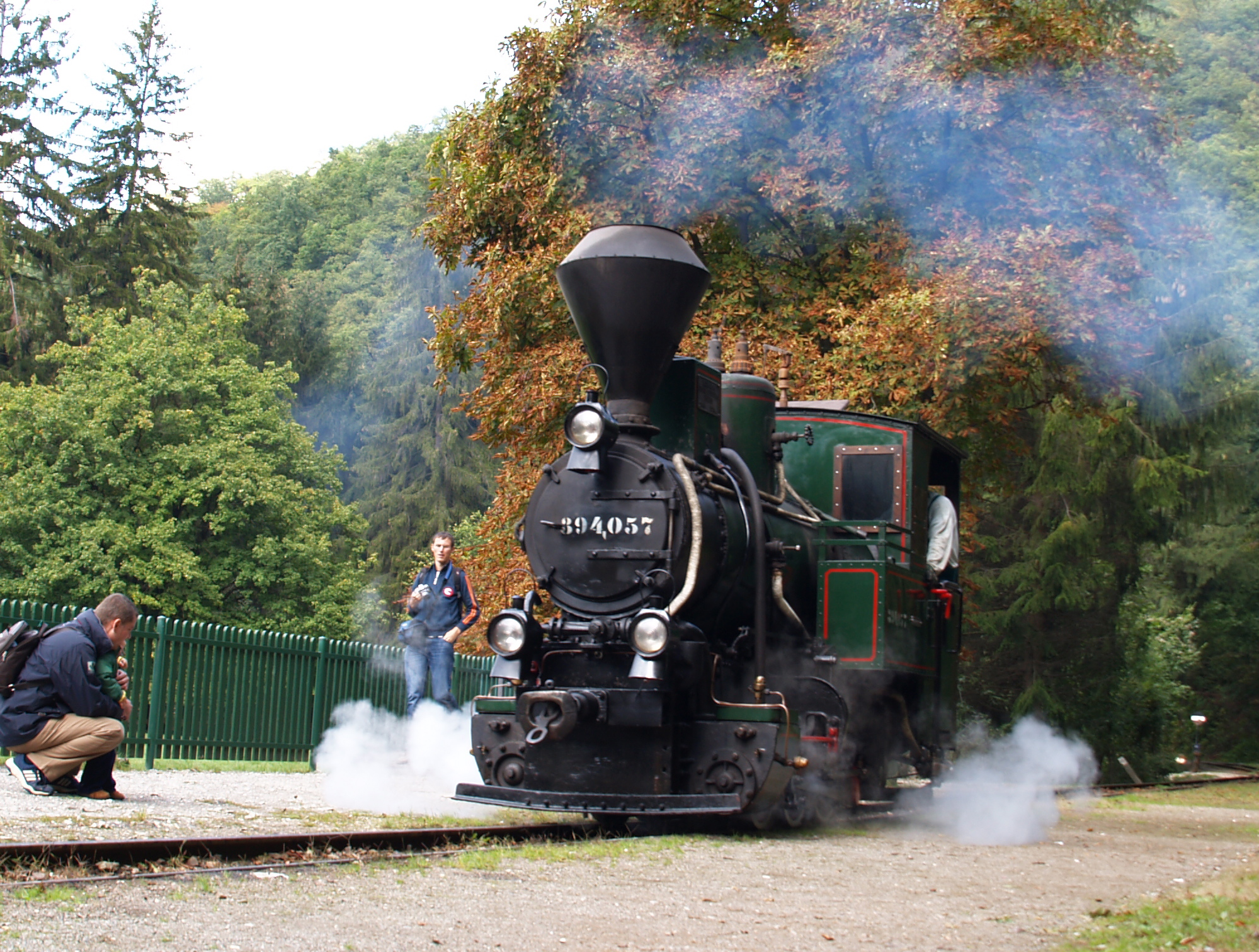
A 394,057 pályaszámú gőzmozdony (Szilvi) Szalajka-Fátyolvízesés végállomásra érkezik
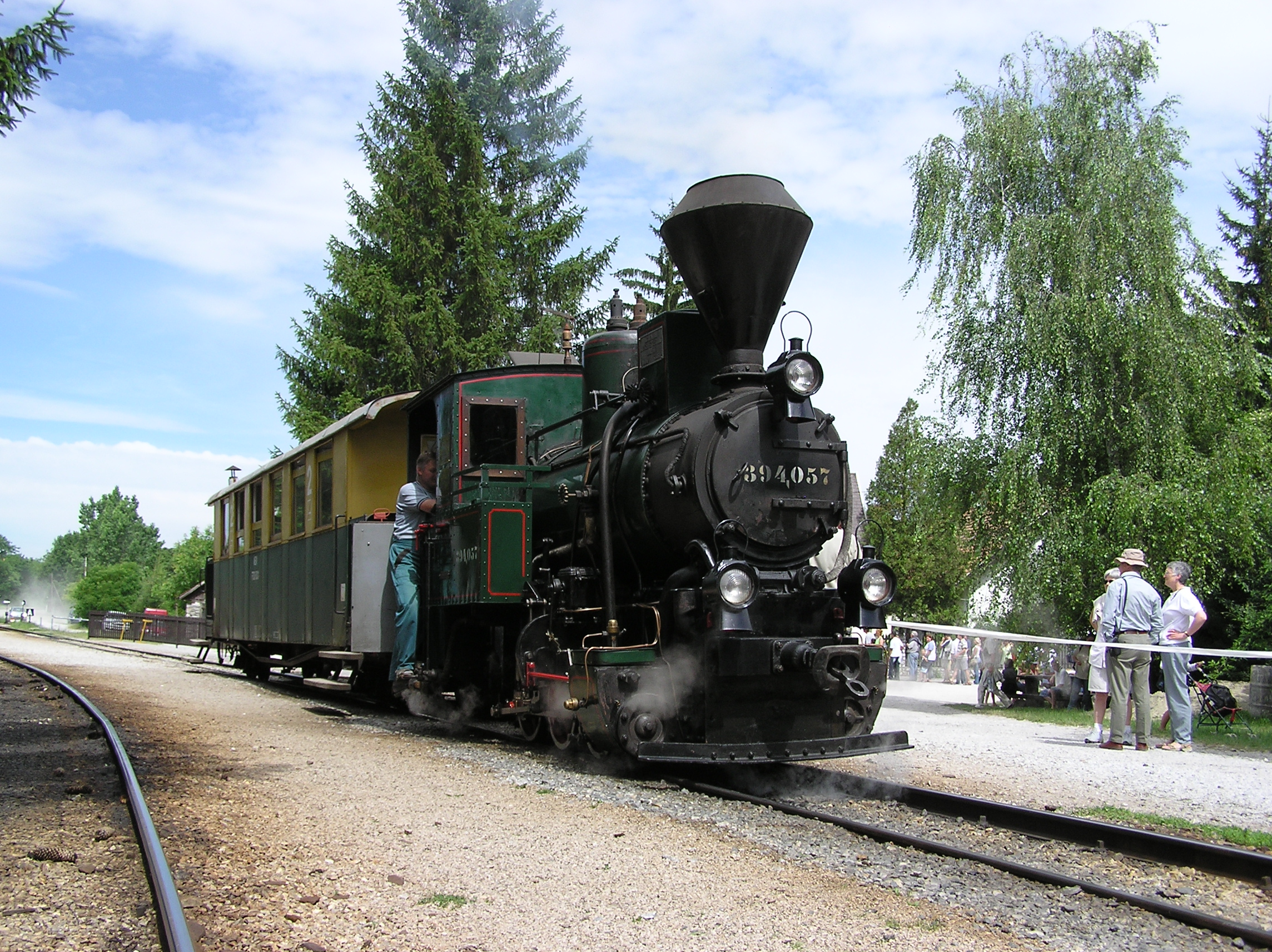
A 394,057 pályaszámú gőzmozdony, Szilvi indulás előtt a Szalajka-Fatelep állomáson